# Soleいいね!
『Soleいいね!』（ソレいいね）は、静岡放送（SBSテレビ）にて平日午前に放送されているローカルワイド・情報番組である。
なおこの項では、2021年3月30日開始の姉妹番組である『お買いものいいね!』（おかいものいいね）についても述べる。

## 概略
1999年4月5日、『おしゃべりパークSoleいいね!』（おしゃべりパークソレいいね!）の番組名で月曜日から金曜日に放送開始。
Soleはイタリア語で「太陽」をあらわすことから、タイトルロゴに太陽のイラストが描かれている。
開始当初の放送時間枠は月曜日から木曜日が75分、金曜日のみ編成上の都合から25分の短縮版（全て中継先からの放送）であった。

## 番組の歴史
- 開始当初、当時放送されていた『はなまるマーケット』は9時53分（以下、日本時間）のニュース終了時に番組途中で飛び降りとなっていた。その後、『はなまるマーケット』自体が番組枠を短縮し、9時53分終了となったため、飛び降り状態は解消された。
- 2004年秋改編で、平日16時台に『とく報!4時ら』がスタートすることに伴い、放送曜日が毎週金曜日のみに縮小されるが[注 1]、2010年秋改編から再び、月曜日から金曜日までの帯番組に改められた[注 2]。
- 2014年3月31日、番組開始以来変わることがなかったスタジオセットが放送15周年を機に一新された。
- 2016年4月18日、放送開始3000回を達成した[1]。
- 同年10月3日より、静岡放送でも『ひるおび!・午前』をネット（11時から11時55分[注 3]）に移行することにともない、本番組の終了時刻を月曜日から水曜日は11時に繰り下げ（改編前比5分枠大。CMを挟まず「ひるおび・午前」に直結）、また木曜日と金曜日はテレビショッピング放送のため10時30分に繰り上げた（改編前比25分枠小）。
- 2017年10月2日より、静岡放送では『ひるおび!・午前』を再度11時30分飛び乗りに変更したのに合わせ、本番組の終了時刻を月曜日から水曜日は11時20分に繰り下げ、また木曜日と金曜日は10時50分に繰り下げた（いずれも改編前比20分枠大）。
- 2018年1月より、水曜日の放送が木曜日と金曜日に合わせて10時50分終了に30分繰り上げた。
- 2018年4月2日より、月曜日から木曜日は9時55分から10時50分に、金曜日は9時55分から11時20分に放送時間を変更した。
- 2019年4月2日(4月1日は、新元号「令和」発表に伴うJNN報道特番のため、休止)より、『放送20周年Anniversary Year』がスタートした。
- 2019年5月30日、6月3日からのラジオの聴取率調査週間に合わせて、同時間に放送のラジオ番組「鉄崎幹人のWASABI」との同時生放送を実施。「WASABI」パーソナリティー鉄崎幹人が「いいね!」スタジオに登場して番組をPRし、「いいね!」MC牧野克彦が「WASABI」スタジオに乗り込んで、大槻有沙とクロストークを繰り広げた。
- 2019年6月20日、富士市に本店を置く御菓子庵 田子の月とコラボした和菓子『Sole山頂？』（定番和菓子「富士山頂」がモチーフ）の7月1日からの発売を発表(同年8月31日で発売終了)。
- 2019年7月1日、『Sole山頂？』発売開始。当日、田子の月静岡城北店にて通常、月曜日には登場しない原田亜弥子、新城健太アナウンサーが登場して商品を手売りした。また、同時刻に袋井市の油山寺にて、鬼頭里枝がヒット祈願の滝行を実施した。
- 2019年8月13日、『Sole山頂?』に続く20周年コラボ企画第2弾として、9月11日に入場者数400万人を達成した三島スカイウォークとのコラボレーションが発表された。
- 2019年8月19日、三島スカイウォークとのコラボ商品『Sola(ソラ)いいね!スカッシュ』を開発。同日より三島スカイウォーク売店にて販売を開始した（同月30日までの発売）[2]。
- 2019年9月11日、三島スカイウォークから、この日に400万人を達成しそうだとの一報を受けて、牧野克彦と鬼頭里枝が現地に参上(通常、水曜日に中継の新城健太が代わってこの日はスタジオ入り)。10時43分頃、400万人目の来場者に『Solaいいね!スカッシュ』を無事に提供した。
- 2019年9月30日、この日からスタートの新番組『グッとラック!』がこの日のみ9時54分59秒までの放送となったため、本番組への移行はCMを挟まない形となるも、翌日からは9時52分30秒終了となり、前日は未放送だった本番組の見どころを紹介する10秒CMもこの日から復活した。
- 2019年10月18日、特別番組放送のため、通常85分放送の金曜日が10時25分終了の30分に短縮。そこで、通常はスタジオ常駐の金曜レギュラーコトブキツカサがロケ係として登場。鬼頭里枝とともに三島スカイウォークに参上して、同所にて12月15日に開催の『ミニオンズラン』などのPR活動を行った。
- 2019年10月28日、田子の月、三島スカイウォークに続くコラボ企画第3弾として、沼津魚がし鮨で特別な静岡おでんを開発・発売することが発表された。
- 2019年11月27日、同月13日放送の「SHINJO Riport」にて紹介された、第32回ジュノン・スーパーボーイ・コンテストのファイナリスト、渡邉多緒(わたなべ・たお)君(静岡市在住・12歳)が、去る11月24日に開催された最終選考会でグランプリ(史上最年少にして令和初)に輝いた。この日の放送で、グランプリ決定までの道のりを振り返るとともに、28・29の両日が特番で休止となったために、通常は金曜日に放送の「いいね!ショッピング」と「さわやかウォーキング」の告知も行った。
- 2019年12月18日、沼津魚がし鮨とのコラボ企画の静岡おでんの最難間、太陽マークをかたどった「なると」の金型作りに密着。また、コーナーのラストで、12月25日（クリスマス）から魚がし鮨全店で特別な静岡おでんの販売が発表された。
- 2019年12月25日、コラボ商品のおでん『サンキュー海老～マッチ』[3]販売開始。この日、流れ鮨 藤枝駅南口店から原口大輝と、通常水曜日は休みの鬼頭里枝が同所から生中継した。
- 2020年1月27日、コラボ企画第4弾として、静岡市のベーカリーショップ『ナチュール』とのコラボ企画が始動[4]。
- 2020年1月31日、MC・泉ピン子によるテレビショッピング特番放送のため、通常85分放送の金曜日が10時25分終了の30分に短縮した。
- 2020年2月4日、同月15日にエコパアリーナで開催のコンサートのPRを兼ねて、SKE48の青木詩織（焼津市出身)と赤堀君江（浜松市出身）が生出演した（二人はこの後「ORANGE」にも生出演した）。
- 2020年3月16日、この日からエンディングが30秒短くなり、月曜 - 木曜は10時48分30秒、金曜は11時18分30秒で終了となる。
- 2020年9月28日、『グッとラック!』が再び9時54分59秒終了となったため、10秒間の予告CMはなくなった。[注 4]また同日よりおまけ番組『Soleいいね!plus』[注 5]が11:15 - 11:20枠にて開始されたため、テレビショッピングが5分繰り上げの上、5分縮小となった。
- 2020年12月3日、この日は9:55 - 10:25でテレビショッピング、10:25 - 11:20は通常は放送しない「ひるおび!」（午前）を放送のために休止。
- 2020年12月4日、テレビショッピング等放送のため、2日連続で休止（翌日の5日に静岡市で開催の「第21回しずおか市町対抗駅伝」の実況等の準備に時間を割いたため）。
- 2021年1月29日、MC・泉ピン子によるテレビショッピング特番放送のため、通常85分放送の金曜日が10時25分終了の30分に短縮した。
- 2021年2月22日、この日からエンディングが再び30秒短くなり、月曜　- 木曜は10時43分30秒、金曜は11時18分30秒で終了となる。
- 2021年3月8日、レギュラー出演していた女性アナウンサーの不祥事を受けて、番組冒頭で野路毅彦が出演して謝罪した。
- 2021年3月29日から静岡放送でも『ひるおび!・午前』が月曜日から木曜日に限りフルネット（10:25 - 11:20）に移行するため、この番組は同年4月2日から毎週金曜10:25 - 11:20の週1回へと10年半ぶりに変更となる。これに伴い、同年3月30日より毎週火曜は9:55からは「いいねショッピング」や「うふふな中継」を独立させたお買いものいいね!を、更に同年4月1日から事実上のインフォマーシャル番組ちょこっといいね!（木曜・金曜 15:40 - 15:49。これに伴い『ゴゴスマ』は4月から木曜・金曜のみ15:40に飛び降り）をそれぞれ開始した。
- 2021年6月15日、10:35 - 10:50に静岡県知事選挙の経歴・政見放送と10:50 - 11:20からBS-TBS制作のレインコート番組を放送したため、『お買いものいいね!』は10分放送時間が繰り下がって10:35終了となる。
- 2021年7月30日・8月6日、この両日、2020東京オリンピックの中継（7月30日は競泳・8月6日はサッカー女子決勝）のため、両日共放送休止。また、8月3日の『お買いものいいね!』も、男子陸上の中継のため、こちらも放送休止。
- 2021年9月21日、番組開始から『お買いものいいね!!』の司会を担当していた山﨑加奈が、この日をもって番組を卒業。
- 2021年9月28日、この日から、育休明けの重長智子が『お買いものいいね!!』新司会者として登場。
- 2021年12月3日、9:55 - 10:50にチョコレートプラネットМＣによる通販番組「チョコプラの超ヒット商品研究所」放送のため、本番組は10:50 - 11:20の短縮版の放送となる。
- 2021年12月17日、この日のラストで司会の大槻有沙が、今月一杯でSBSを退社し、同時に番組から卒業する事を発表した。
- 2022年2月11日（建国記念の日）、通常、祝日は放送はないが、この日は特別に9:55 - 10:50に放送のジャパネットたかた制作の通販番組の後を受けて10:50 - 11:20の短縮版で放送。その一方で『ちょこっといいね!!』は休止してこの日は『ゴゴスマ』をフルネットで放送した。
- 2022年3月11日、東日本大震災の発生から11年が経過したこの日、『ゴゴスマ』を休止して13:55 - 15:49で『NスタSP 東日本大震災11年「つなぐ、つながる」』を放送したため『ちょこっといいね!!』は休止。
- 2022年3月29日、番組開始から『お買いものいいね!!』の司会を担当していた瀬崎一耀が、この日をもって番組を卒業。又、翌週から「いいねショッピング」を『Soleいいね!』に移動する事も発表された。
- 2022年4月5日、『お買いものいいね!!』の放送時間が、金曜の『Soleいいね!』の放送時間拡大に伴い、9時55分 - 10時20分迄（5分短縮）の放送になる。このため火曜日の『ひるおび!・午前』は非ネットに変更。この日から、番組の冒頭に『この番組は広告放送です』のおことわりのテロップが表示される。
- 2022年4月8日、放送時間が再度、金曜 9:55 - 11:20へ変更され、昨年度（2021年度）のリニューアル前に戻る。またこれに関連して、木曜と金曜の15:40 - 15:49に放送されていた『ちょこっといいね!』は廃止（木曜・金曜の『ゴゴスマ』はフルネットに戻る）。
- 2022年5月3日（憲法記念日）、この日の「お買いものいいね!」は、9:55 - 10:50に『佐世保発テレショップ(←ジャパネットたかた制作・提供の通販番組)』放送のため、「うふふな中継」を含めて休止。
- 2022年6月17日、9:55 - 10:50にタカアンドトシMCの通販番組『タカトシのイチ押しかっ! ～忖度なしの衝撃プライス大連発ＳＰ!!～』、10:50 - 11:20に『みなスポ』と静岡市をホームタウンとするプロバスケットボールチーム『ベルテックス静岡』とのコラボ番組『せっ!せっ!せいやの!FAN!FAN!FANTASTIC!＋(せいやは、PF加納誠也選手に由来する)』放送のため、休止。
- 2022年6月14日、この日の「お買いものいいね!」の冒頭、メインMCの桑原秀和が今月一杯でSBSを退社して千葉に帰郷する事を視聴者へ報告した。
- 2022年6月28日、この日の「お買いものいいね!」をもって、桑原秀和が番組を卒業(その前週6月24日で「Soleいいね!」も卒業)。
- 2022年7月1日、この日から、新城健太がMCとして1年3か月ぶりに番組に復帰した。
- 2022年7月5日、この日から、近江由佳がサブMCとして番組に加入した。
- 2022年7月19日・7月22日　この両日、アメリカオレゴン州にて開催の『世界陸上オレゴン2022』中継のため、両日とも放送休止。
- 2022年8月12日、9:55 - 10:50に田村淳（ロンドンブーツ1号2号）MCの通販番組『ロンブー淳と言いたい女～私たち納得するまで買いません』、10:50 - 11:20に放送当時に日本フェンシング協会会長を兼務した武井壮MCの『武井壮のなんでも協会』放送のため、休止。
- 2022年9月23日（秋分の日）、9:55 - 10:50に『佐世保発テレショップ』、10:50 - 11:20に『武井壮のなんでも協会』放送のため、休止。
- 2022年12月2日、10時50分から映画「ラーゲリより愛を込めて」(12月9日公開)」のナビゲーション番組放送のため、10:50迄の55分短縮版で放送。
- 2023年3月21日（春分の日）、ワールド・ベースボール・クラシック（WBC）準決勝日本VSメキシコの中継のため、休止。
- 2023年3月31日、通常の放送は休止し、『Soleいいね! アンコール』を放送。その後、10:25からは通常金曜の放送がない、『ひるおび・午前』を放送。2022年度内の最後の放送は3月24日となる。
- 2023年4月4日、『お買いものいいね!』の放送時間を9:55 - 10:50への1時間番組に拡大[5]。新たに田中健太郎気象予報士がレギュラーに加わる。この日から番組冒頭の右上に表示されるおことわりテロップが『この番組は一部を広告放送として放送します』に変更された。
- 2023年4月7日、この日から終了時間が5分繰り上がって11:15終了に変更（これまで日曜の昼に放送していた「ミライの歩き方」（内閣府政府広報提供、テレビ東京制作）を4月14日から金曜11:15からの放送に変更のため）。
- 2023年4月11日、『お買いものいいね!』放送100回達成も、テロップ表示のみで出演者は事実に気付かず。
- 2023年5月5日（こどもの日）、9:55 - 10:50に『佐世保発テレショップ』、10:50 - 11:15に速水もこみちをゲストに迎えて2022年10月に関東地方にて放送した『NEWSの全力!!メイキング』放送のため、休止。
- 2023年5月16日、この日の『お買いものいいね!』のエンディングにて、近江由佳が『第48回JRN・JNNアノンシスト賞 テレビ 読みナレーション部門』（『静岡発そこ知り』2022年8月31日放送分のナレーションが評価された）の優秀賞受賞が報告された[6]。
- 2023年6月16日、9:55 - 10:50にチョコレートプラネットMCによる通販番組、10:50 - 11:15に『武井壮のなんでも協会』放送のため、休止（この日がJLPGAステップ・アップ・ツアー『ユピテル・静岡新聞SBSレディース』の大会初日のため、スタッフの多数がそちらへ派遣された物と思われる）。
- 2023年6月20日、来月静岡市にて開催のコンサートPRのため、フラメンコギターデュオ・徳永兄弟がスタジオに生登場。
- 2023年8月11日(山の日)、9:55 - 10:50に『ジャパネットたかた　生放送テレビショッピング』、10:50 - 11:15に『しずおかを解き明かせ! 秘密のなすなかch』放送のため、休止。
- 2023年10月の改編により、2021年春からは火曜（お買いものいいね!）と金曜（本番組）のみとされたが2023年10月2日から2年半ぶりに全曜日で10:25 - 11:20（金曜のみ『ミライの歩き方』の放送のため11:15で終了）の放送を再開、これに伴い月曜・水曜・木曜に放送していた『ひるおび・午前』の放送は終了、なお、『お買いものいいね!』は9:55 - 10:20に縮小した上で継続する。放送時間短縮に伴い番組冒頭のテロップが2022年4月からの『この番組は広告放送です』に再び変更された。
- 2023年11月3日（文化の日）、9:55 - 10:50に『ジャパネットたかた 生放送テレビショッピング』、10:50 - 11:15にこの日は時間移動の『ハワイに恋して』（BS12制作）放送のため、休止。
- 2023年11月23日（勤労感謝の日）、9:55 - 10:50に『ジャパネットたかた 生放送テレビショッピング』、10:50 - 11:20に『所さんお届けモノです!』（再放送）を放送のため、休止。
- 2023年11月30日、9:55 - 10:50に『チョコプラの超ヒット商品研究所』、10:50 - 11:20に『所さんお届けモノです!』（再放送）を放送のため、休止。
- 2023年12月1日、10:00 - 11:15に『村長さんに聞いてみた! ウチの村は日本一(テレビ大阪制作)』（再放送）を放送のため、2日続けて休止（この日は『ハワイに恋して』も休止）。
- 2024年1月4日、通常ならこの日に2024年の放送が始まる予定だったが、この日と翌5日は『ひるおび・午前』が入るために休止（金曜日は『ハワイに恋して』も休止。『ミライの歩き方』は2週分を10時15分から放送）。1月9日が新年最初の放送となる。
- 2024年1月25日、『モクスペ』内にてしずてつストアとコラボした恵方巻の発売を発表。『ヨエロスン辱』のMC（上矢えり奈・山田門努・yunocy）考案の恵方巻に続いて、海苔に代わってトルティーヤを使い米を使用しない「サラダ巻」（食べて開運☆朝からいいね！巻き）の開発プロセスを紹介。去る1月27日に、堀葵衣アナウンサーと田中健太郎気象予報士が（『ヨエロスン』MC（山田とyunocy、上矢は当日体調不良のため欠席）とともに来場して実演販売を行い、その模様を1月31日の放送で紹介した。
- 2024年2月12日（建国記念の日の振替休日）、9:55 - 10:50に『ジャパネットたかた 生放送テレビショッピング』、10:50 - 11:20に『小田井涼平のレトロマングルメ』再放送（小田井の純烈卒業後、初の冠グルメ番組）のため、休止。
- 2024年2月23日（天皇誕生日）、9:55 - 10:50に『ジャパネットたかた 生放送テレビショッピング』、10:55 - 11:10に『ウマ飯!』[7]、11:10 - 11:20に『ミライの歩き方』（2回分続けて放送）のため、休止。
- 2024年2月29日、2月22日放送のTHE TIME,の中継終わりにTBSアナウンサーの安住紳一郎が番組オンエア前にSBSに訪問、その模様を冒頭にて放送した[8]映像の模様はYouTubeでも閲覧可能である[9]。
- 2024年3月20日（春分の日）、9:55 - 10:50に『ジャパネットたかた 生放送テレビショッピング』、10:50 - 11:20に映画『四月になれば彼女は』（3月22日公開予定）のナビ番組放送のため、休止。
- 2024年3月25日、番組の最後で、この日をもって月曜日の放送の終了が発表された（4月から火曜 - 金曜の放送となる）、以降祝日等の特別編成による番組の休止は少なくなっている。
- 2024年4月3日、この日の９時頃に台湾で発生した大地震の影響で沖縄地方に津波警報が発表。その影響で（NHK、民放問わず）急遽報道特別番組→TBSは『ひるおび！(午前)』に差し替えられたため、休止となる。
- 2024年5月3日（憲法記念日）、同時刻にかつてSBSでもネットしていた『カンブリア宮殿』（テレ東制作）を放送のため、休止。
- 2024年6月14日は、通販番組『タカトシのイチ推しかっ!』放送の為、休止（この日からJLPGAステップ・アップ・ツアー『ユピテル・静岡新聞SBSレディース』が開幕され、主力組の大半がこの中継に注ぎ込まれるためである）。
- 2024年10月1日からの放送分から一部リニューアル、新レギュラーにIMP.・横原悠毅が新たに加わった。
- 2025年3月20日（春分の日）、9:55 - 10:50に『ジャパネットたかた 生放送テレビショッピング』、10:50 - 11:20、映画『少年と犬（3月20日公開）』ナビ番組のため、休止。
- 2025年6月19日・20日の2日間は休止となる、6月19日は10:25 - 11:20『わざわざ行きたい朝ごはん〜なんて朝メシだ!?〜』（RKB毎日放送で2023年7月9日に放送）、20日は9:55 - 10:20『発掘!〇〇屋なのにナイツなラーメン #6』（再放送）、10:20 - 11:15は出川哲朗MCによる、通販特番『出川哲朗のなるほど総研～リアルに欲しい 神アイテム揃いましたSP〜』（TBS：2025年4月27日放送分）を放送。
- 2025年7月30日は、番組開始前の午前8:25頃カムチャツカ半島で発生した地震の影響により静岡県にも津波警報（発生当初は津波注意報）が発令に伴い急遽番組を休止し、『報道特別番組』（午前11時からは県内の状況も）に変更された。

## 放送時間の変遷
| 期間      | 期間      | 放送時間（日本時間）                                            | 放送時間（日本時間）                                            | 放送時間（日本時間）                                            | 放送時間（日本時間）                                            | 放送時間（日本時間）  |
| 期間      | 期間      | 月曜日                                                          | 火曜日                                                          | 水曜日                                                          | 木曜日                                                          | 金曜日                |
| --------- | --------- | --------------------------------------------------------------- | --------------------------------------------------------------- | --------------------------------------------------------------- | --------------------------------------------------------------- | --------------------- |
| 1999.4.5  | 2004.10.1 | 9:55 - 11:10（75分）                                            | 9:55 - 11:10（75分）                                            | 9:55 - 11:10（75分）                                            | 9:55 - 11:10（75分）                                            | 9:55 - 10:20（25分）  |
| 2004.10.4 | 2010.10.1 | （放送なし）                                                    | （放送なし）                                                    | （放送なし）                                                    | （放送なし）                                                    | 9:55 - 11:20（85分）  |
| 2010.10.4 | 2016.9.30 | 9:55 - 10:50（55分）                                            | 9:55 - 10:50（55分）                                            | 9:55 - 10:50（55分）                                            | 9:55 - 10:50（55分）                                            | 9:55 - 10:50（55分）  |
| 2016.10.3 | 2017.9.29 | 9:55 - 11:00（65分）                                            | 9:55 - 11:00（65分）                                            | 9:55 - 11:00（65分）                                            | 9:55 - 10:30（35分）                                            | 9:55 - 10:30（35分）  |
| 2017.10.2 | 2017.12   | 9:55 - 11:20（85分）                                            | 9:55 - 11:20（85分）                                            | 9:55 - 11:20（85分）                                            | 9:55 - 10:50（55分）                                            | 9:55 - 10:50（55分）  |
| 2018.1    | 2018.3.30 | 9:55 - 11:20（85分）                                            | 9:55 - 11:20（85分）                                            | 9:55 - 10:50（55分）                                            | 9:55 - 10:50（55分）                                            | 9:55 - 10:50（55分）  |
| 2018.4.2  | 2020.9.25 | 9:55 - 10:50（55分）                                            | 9:55 - 10:50（55分）                                            | 9:55 - 10:50（55分）                                            | 9:55 - 10:50（55分）                                            | 9:55 - 11:20（85分）  |
| 2020.9.28 | 2021.3.26 | 9:55 - 10:45（50分）                                            | 9:55 - 10:45（50分）                                            | 9:55 - 10:45（50分）                                            | 9:55 - 10:45（50分）                                            | 9:55 - 11:20（85分）  |
| 2021.3.29 | 2022.4.1  | （放送なし、『お買いものいいね!』は火曜 9:55 - 10:25）          | （放送なし、『お買いものいいね!』は火曜 9:55 - 10:25）          | （放送なし、『お買いものいいね!』は火曜 9:55 - 10:25）          | （放送なし、『お買いものいいね!』は火曜 9:55 - 10:25）          | 10:25 - 11:20（55分） |
| 2022.4.8  | 2023.3.28 | （放送なし、『お買いものいいね!』は火曜 9:55 - 10:20）          | （放送なし、『お買いものいいね!』は火曜 9:55 - 10:20）          | （放送なし、『お買いものいいね!』は火曜 9:55 - 10:20）          | （放送なし、『お買いものいいね!』は火曜 9:55 - 10:20）          | 9:55 - 11:20（85分）  |
| 2023.4.4  | 2023.9.29 | （放送なし、『お買いものいいね!』は火曜 9:55 - 10:50）          | （放送なし、『お買いものいいね!』は火曜 9:55 - 10:50）          | （放送なし、『お買いものいいね!』は火曜 9:55 - 10:50）          | （放送なし、『お買いものいいね!』は火曜 9:55 - 10:50）          | 9:55 - 11:15（80分）  |
| 2023.10.2 | 2024.3.29 | 10:25 - 11:20（55分、『お買いものいいね!』は火曜 9:55 - 10:20） | 10:25 - 11:20（55分、『お買いものいいね!』は火曜 9:55 - 10:20） | 10:25 - 11:20（55分、『お買いものいいね!』は火曜 9:55 - 10:20） | 10:25 - 11:20（55分、『お買いものいいね!』は火曜 9:55 - 10:20） | 10:25 - 11:15（50分） |
| 2024.4.2  |           | （放送なし）                                                    | 10:25 - 11:20（55分、『お買いものいいね!』は火曜 9:55 - 10:20） | 10:25 - 11:20（55分、『お買いものいいね!』は火曜 9:55 - 10:20） | 10:25 - 11:20（55分、『お買いものいいね!』は火曜 9:55 - 10:20） | 10:25 - 11:15（50分） |

## コーナー

### 2024年秋改編から
- 火曜（お買いものいいね!）※2023年4月4日から
  - うふふな中継
  - Newsもいいね
  - たなてん
  - いいねウォッチ
- Soleいいね! ※2024年10月1日から
  - スイスペ・モクスペ・キンスペ
  - きょうの中継（月曜・金曜）
  - ドコいく?中継（火曜）
  - チャレンジ中継（水曜）
  - ミッションです!横原くん（火曜）
  - いいね!タイムマシーン（木曜）
  - いいね!ショッピング（金曜）
  - いいね!ザ・エンタメ（金曜）
  - たなてん
  - アレコレ（お買いものいいね!から移動。火曜）
  - ハロー!Newオープン（第1水曜）
  - いいジャン!しずおか（第2 - 第4水曜）※タイトルの前に出演者（グループ）の冠がつき「〇〇のいいジャン!しずおか」となる。
  - おかわりそこ知り（木曜）
  - お得マニア やすこのおしゃべりタイム(仮)（不定期木曜）
  - いいねウォッチ
  - のじのじさんぽ（不定期放送）

### 過去のコーナー
- ゲツスペ
- 気になる!
- たなてん
- 特集ですよ!
  - テキトー調査員キトーは見た!
  - テキトーじゃない調査員マキノは見た!
  - 七間町であいましょう→人宿町であいましょう
  - この角曲がりませんか?
  - 静岡おマッチングルメ
  - いいね!3分ダイキくん（第1 - 第3シリーズ）
  - 静岡いいね遺産
  - トコトコちっち♪
  - シズオカに暮らす外国人を訪ねて
  - 駅から1万歩の旅（2014年10月にコースを厳選し単行本として出版[10]）
  - みのりのみ
  - 原田亜弥子(牧野克彦)のSUNSETウォーク!!
  - ブラマキノ
  - 静岡ぶらり昼めし探訪
  - 大槻の お～つきあいさせてください
  - SHNJYO Report(しんじょーりぽーと)
  - Makino Fitness(マキノフィットネス)
  - 克彦の富嶽三十六景
  - 田中くんのひとり散歩
  - ＠SUPERプレゼンテーション
- きょうの中継
- うふふな中継
- いいねMAGIC
- いいね!コレいいっSHOW
- いいね!ザ・ベストワン
  - コーナータイトルは「ザ・ベストテン」のオマージュだが、「ベストテン｣風のセットでの放送は去る2019年6月14日をもって終了。
- いいね!ヒットパレード
- いいね!オールヒット1030

※「ヒットパレード」以前に放送の「新品さん」「いいね!カフェ」「行ってきました」を統合したコーナー
- いいね!のね
- ずぼらクッキング
- THIS IS いず
- ブリリアンと。
- いいねフラッシュ
- 静岡MEN図鑑
- 鬼頭里枝のしずおか甘味紀行
- shizuoka UP TOWN DOWN TOWN
- キトちゃんの神社探訪
- キトちゃんの あそびばみ～っけ
- 華*花まじ推し
- プラっと
- oh! となりのイケシル〜イケてるシルバー世代〜
- 太鼓判いただきます
- 俺の東海道
- 音街道(おとのみち)
- ママトーーク
- ブラアヤコ
- 雑居ビルだー
- マチ工場(こうば)X
- 月刊アダムとイヴ
- エンジョイ!いいね村（ジャンボエンチョーとのコラボ企画）
- ケンタの一日イチゼン
- 小嶋アナの新スポット発見!
- こじまツアーズ!
- Cocina Kenta（コシーナケンタ）
- ローカル線でGO!
- チャリizu
- 旬イチ
- 斉藤花奈の高原へいらっしゃい
- いいね!カフェ
- 新品さんニュース
- あなたはどっちどっち
- グルメ探偵団モグパチ
- MOGUMOGU楽っキング!
- おやつ食べ隊2013
- なにコレ
- とれたてトレンド
- 三ツ星ランチ
- いいね!MAY ONE
- イキイキしぞーか野菜!
- よくばりボード 電話DEアタッQ
- We Love ホームランチ
- 佐藤慶子先生のお片付け
- 旬感さきどり〜な
- ほっこり調査隊
- 伊勢丹チェック
- おまかせください!わくわく本舗
- お茶の間エクササイズ
- 朝倉さやのひとり観光協会!（「イブアイしずおかエンタ」に移行）

## 出演者（2023年春改編から）
過去も含めて☆は出演時静岡放送アナウンサー、★は元静岡放送アナウンサー

### パーソナリティ
司会
- 重長智子☆（2021年9月28日から）※火・水曜日担当。2021年12月10日は大槻に代わってスタジオに登場。2022年1月7日から大槻に代わって金曜の司会も担当。2月11日はVTR（「キンスペ」）のみ出演。2月18日・2月22日は休み。2月25日・2023年7月21日は中継を担当。11月11日は近江と二人でチェキを使って伊東市をリポートした。2023年11月3日は本来木曜のスタジオ担当の新城健太・堀葵衣が『大道芸ワールドカップin静岡』（駿府城公園）の中継に揃って出た為、田中健太郎気象予報士と2人でスタジオを担当した。2023年11月13日は影島亜美に代わって中継を担当。12月20日は松下晴輝に代わって中継を担当（この日の中継場所が、島田市のジャンボ干支のリポートだったから）。2024年2月16日は堀葵衣に代わって中継を担当。3月11日は近江由佳に代わって月曜日のスタジオMCを担当。5月8日は松下晴輝に代わって中継を担当。
- 近江由佳☆ (2022年7月5日から) ※火・水曜日担当（水曜は不定期）。同年6月3日・9月2日・11月11日・11月25日・2023年2月10日の特集にVTRで出演していた。2023年1月27日は休みの新城に代わってMCを担当。2月28日・3月11日・3月12・3月19日は休み。12月4日は影島に代わって中継を担当。2024年4月23日は『THE TIME,』の中継に出演した為休み。6月18日は体調不良の為休み。
- 影島亜美☆（2023年10月4日から）※水・木曜担当。2023年12月4日・11日は近江に代わって月曜のスタジオに登場。阪急交通社が2024年1月から6月にかけて実施の『山陰山陽ハイライト4日間』のコースを阪急交通社のスタッフと二人で訪問した記録を、12月4日と11日の二週に分けてリポート。2月15日は堀に代わって木曜のスタジオに登場。6月18日・6月25日は体調不良の近江に代わってスタジオでMCを担当（影島はその直前の9時までIPPO火曜日を担当しており、終了後直ちにいいね！スタジオに駆け付けたとの事）。
- 新城健太☆（2022年7月1日から）※木・金曜日担当。2018年4月 - 2021年3月にも司会を担当。2023年1月27日・6月9日は休み。3月24日・4月21日は堀に代わって中継を担当。11月28日は中継休みの松下に代わってMCを担当。2024年5月24日は来月、静岡家下で開催の女子プロゴルフ ステップ・アップ・ツアー『ユピテル・静岡新聞SBSレディース』の取材の為休み。
- 鬼頭里枝★（2022年4月8日から）※金曜日担当。2022年12月2日は休み。2023年2月10日・3月17日は休みの渡辺に代わって「いいね!ショッピング」のバイヤーも担当した。同年9月から産休・育休の為休業の後、12月5日の『うふふな中継』から復帰。2023年11月13日に影島とともに特集VTRに出演。

アシスタント
- 渡辺愛（2019年4月4日から）※金曜担当。5月7日・6月11日は中継に出た瀬崎に代わってスタジオに登場。11月12日は休みの瀬崎に代わってスタジオに登場。12月3日・2022年1月14日・2月11日、2023年2月10日、3月17日は休み。2月22日はリモート出演。2月25日はVTR（「キンスペ」）のみ登場。8月23日と9月から休みの鬼頭に代わって「うふふな中継」と「ドコいく?中継」を11月28日まで担当。2023年2月28日は休みの近江に代わって重長とＭＣを担当。2024年6月13日は木曜日のスタジオに出演。阪急交通社静岡支店開設55周年記念として来る7月・8月に二泊三日で山形を訪れる『涼景の山形周辺3日間ツアー』のコースを阪急交通社のスタッフと2人でレポートした模様を報告した。

### 中継
- 堀葵衣☆（2022年4月 - 現在）※金曜担当。10月7日・12月9日・2023年7月14日・7月21日・8月4日、2024年2月16日は休み。12月2日は休みの鬼頭に代わってスタジオに出演(この日の中継は休み)。2023年3月24日・4月21日は新城に代わってスタジオに出演(3月24日の特集が堀をフィーチャーしていたから)。
- 影島亜美☆（2013年10月2日 - ）※月曜担当。2023年11月13日は休み(特集VTRのみ出演)。
- 松下晴輝☆（2023年7月14日、10月4日 - ）※水曜担当。2023年入社の若手アナウンサー。レギュラー入り前の7月14日が初中継で、堀に代わって伊豆・三津シーパラダイスでカマイルカによる夏の特別イベントなどを体験した。11月28日、2024年1月31日は中継コーナーが設定されなかった為休み。12月20日は中継に出た重長に代わってスタジオでMCを担当。12月27日は同期の杉本真子と二人でスタジオの３人(重長・影島・田中)へのプレゼント捜索を実施。2024年3月12日・3月19日は休みの近江に代わってスタジオでMCを担当。5月8日は中継に出た重永に代わってスタジオでMCを担当。
- 杉本真子☆（2023年8月4日）松下と同期入社の若手アナウンサー。この日が「いいね！」初出演となった。2023年10月から月イチ（第1水曜）にて「ハロー!Newオープン」を担当。2023年11月28日は3日後の12月2日に開催の『第24回しずおか市町対抗駅伝』の事前PRとして、コース沿いの食事処等を実際に走ったという設定で紹介した。2024年5月9日はスタジオに登場して、西伊豆町で体験できる『ツッテ西伊豆』について紹介した。

（なお杉本は、厳密な意味での『いいね!ファミリー』ではない）

### リポーター
- 橋本奈都江★（2021年4月から2022年3月は『ちょこっといいね!』にも出演）
- BREATHE（2014年4月から）
- 井川絵美（2016年4月から。2021年4月から2022年3月は『ちょこっといいね!』にも出演）
- 梶山美佐（2016年4月から。2021年4月から2022年3月は『ちょこっといいね!』にも出演）
- 近江由佳☆（2022年6月3日、9月2日、11月25日 特集VTRのみ登場。10月7日・11月9日は堀に代わって中継を担当）
- 影島亜美☆（2023年4月21日、7月14日、7月21日、特集VTRのみ登場）
- 青木隆太☆（2023年6月9日、休みの新城健太に代わってスタジオに登場）

### その他の出演者
- 杉浦大毅（元ブリリアン）※不定期出演
- TOKYO COOL（SMA NEET Projectに所属するお笑いコンビ）。2023年5月26日・6月9日出演
  - 2023年6月28日深夜に『Soleいいね! アンコール おまちぶらり静岡浅間通り商店街へ』として、同月9日に放送の静岡浅間通り商店街での未公開ロケの模様を放送した。

### お天気キャスター
- 田中健太郎（ウェザーマップ所属気象予報士、2017年10月30日 - ）

2022年6月3日は堀と共に袋井市の「可睡ゆりの園」から天気を伝えた。同年12月2日は休み。2023年3月24日は駿府城公園からリモート出演。11月28日は天気コーナーが設定されなかった為休み。
- 植木奈緒子（NPO気象キャスターネットワーク会員、2017年10月2日 - 10月20日、2018年8月27日 - 8月31日）
- 崎濱綾子（ウェザーマップ所属気象予報士、2017年10月23日 - 10月27日）
- 中村美公（ウェザーマップ所属気象予報士、2019年8月14日 - 8月16日）
- 村木祐輔（ウェザーマップ所属気象予報士、2019年8月13日）

## 過去の出演者

### パーソナリティ
司会
- 野田靖博☆（1999年4月 - 2005年9月・2010年10月 - 2013年3月）
- 原田亜弥子☆（2004年10月 - 2015年2月[注 6]・2016年4月 - 2021年3月[注 7]）
- 吉田幸真☆（2005年10月 - 2010年9月）
- 野路毅彦☆（2015年4月 - 2018年3月、2018年9月19日、2019年3月18・20日、2021年3月8・9・15・18日[注 8]、5月11日、7月2日、2022年2月15日、2月18日、3月11日、3月22日、3月25日、10月7日、2023年10月2日 - 2024年3月25日）
- 小嶋健太☆（2013年4月 - 2018年3月）
- 桑原秀和★（2017年10月 - 2018年3月、2018年9月21日、2022年2月22日、2022年4月5日 - 2022年6月28日）
- 牧野克彦☆（2018年4月 - 2020年3月）
- 新城健太☆（2018年4月 - 2021年3月）
- 原口大輝★（2019年10月 - 2021年3月）
- 大槻有沙★（2019年10月 - 2021年12月）
- 堀葵衣☆（2023年10月5日 - 2024年3月28日）
  - 中継で4月以降も継続出演

アシスタント
- 佐藤理絵☆（1999年4月 - 2003年3月）
- 鈴木康子☆（2003年4月 - 2004年9月）
- 柳澤亜弓☆（2015年9月15日 - 2019年3月26日）
- 壁谷梨絵（2004年10月 - 2008年9月）
- 木村佳那子（2008年10月 - 2010年3月）
- 河内優美子（2010年4月 - 2013年3月）
- 木下歌織（2013年4月 - 2014年3月）
- 増田美香（2014年4月 - 2015年3月）
- 斉藤花奈（さいとう・はるな、2016年4月 - 2019年3月）
- 荒木麻里子★（2015年3月31日 - 9月10日[注 9]）
- 山﨑加奈★（2019年6月25日- 同年9月24日。2021年3月30日 - 同年9月21日は『お買いものいいね！』MCを担当。2022年2月11日は重長に代わってMCを担当）
- 小沼みのり★（2019年10月4日 - 2021年3月26日、金曜日担当。木曜日など他曜日へも不定期出演）

※2022年4月22日、中継コーナーに「半日店長」として登場。リポーターの堀葵衣アナウンサーに食リポ等を指導した。

### コーナー司会
- 遠山由美（シニア野菜ソムリエ 2010年10月 - 2012年9月）
- 団長安田（安田大サーカス  2017年10月 - 2018年3月）
- コトブキツカサ（映画パーソナリティー、　- 2021年3月26日）

### 中継
- 吉田幸真☆（1999年4月 - 2004年9月）
- 上田朋子★（1999年4月 - 2002年12月）
- 大原裕美★（2003年1月 - 2003年9月）
- 原田亜弥子☆（2003年10月 - 2004年9月）
- 牧野克彦☆（2003年10月 - 2004年9月）
- 岡村久則☆（ - 2017年9月）※主に水曜日担当。2021年2月26日、鬼頭里枝の代理として久し振りに中継を担当。
- 小嶋健太☆（2019年9月 - 2020年3月）※月曜日担当
- 矢田優季（2015年4月 - 2016年3月）※月曜日担当
- 重長智子☆（2019年4月8・15日、5月13日、6月3・10日）※月曜日担当
- 矢端名結★（2019年4月22日、5月20・27日）※月曜日担当。2022年2月4日、3月25日、4月 - 5月に静岡市で開催の劇団四季のミュージカル「リトルマーメイド」の宣伝を兼ねて横浜市に在る劇団四季の研修センターを訪問した。尚、3月の出演がSBS社員として最後のテレビ出演になる（4月からフリーアナウンサーへ転進の為）。

### リポーター
- 影島香代子★
- 松永直子★
- 平尾典子（2001年4月 - 2004年9月）
- 牧野光子（2001年4月 - 2004年9月）
- 壁谷梨絵（2001年10月 - 2008年9月）※2004年10月以降、アシスタントを兼務。
- 木村佳那子（2008年10月 - 2010年3月）※アシスタントを兼務。
- マイケル・リーヴァス（2011年4月 - 2014年3月）
- 島田真梨子（2013年4月 - 2014年3月）
- 柳瀬若菜（2014年4月 - 2015年9月）

### その他の出演者
- Mr.UME＆Mr.MATSU(マジシャン) -（2005年4月 - 2011年4月 金曜）（2011年5月 -2014年 月１不定）
- 杉浦大穀(元ブリリアン) - 火曜 - 金曜担当（2022年3月まで）